# 2023年ポーランド議会選挙
2023年ポーランド議会選挙は、中欧地域に位置するポーランド共和国の立法府である国会を構成する議員を選出するために行われる総選挙で、2023年10月15日に投票が行われた。

## 概要
ポーランド国会の議員任期4年が満了したことによる選挙である。2015年以来、8年間に渡り右派の法と正義が与党として政権を担ってきており、これまでの強権的な政治運営の是非が問われることとなった。
事前の世論調査では、法と正義が35％前後の支持率で優位に立っており、一方で最大野党の市民プラットフォームが30%弱で続く状況であった。しかしながら、いずれの政党も単独過半数を得るのは難しく、選挙後の連立協議によっては8年ぶりに政権交代が起こりうる情勢となっていた。

## 基礎データ
- 首相：マテウシュ・モラヴィエツキ（法と正義所属）
- 定数
  - セイム（下院）：460議席（任期4年）
  - セナト（上院）：100議席（任期4年）
- 選挙制度
  - セイム：比例代表制（41選挙区、非拘束名簿式）
  - セナト：小選挙区制
- 選挙権：満18歳以上のポーランド国民
- 被選挙権
  - セイム：満21歳以上のポーランド国民
  - セナト：満30歳以上のポーランド国民